# Maite Luisa de Goicoechea Remacha
Maite Luisa de Goicoechea Remacha (Tudela, (Navarra), 1946 - Barcelona, 1 de desembre de 1994) fou una periodista i feminista relacionada amb l'Associació de Dones Periodistes de Catalunya.

## Biografia
Des de ben jove, Maite L. va demostrar el seu interès per les lletres al col·legi de Tudela, la ciutat que la va veure néixer l'any 1946, on ja destacava com la millor alumna de redacció. Primer va estudiar Secretariat. Va venir a Barcelona després de casar-se i va cursar estudis de Filosofia i Lletres a la Universitat Autònoma de Bellaterra. Una mica més tard es va matricular de Ciències de la Informació (avui de la Comunicació) també a l'Autònoma. Es va llicenciar en la primera promoció de periodistes que sortien d'aquella Universitat i de tot Catalunya. Mentrestant va tenir dos fills, un noi i una noia.
Una característica que la va distingir des de sempre, és el seu compromís amb el moviment feminista, no només amb la militància activa sinó també professionalment. La seva col·laboració a les pàgines de la revista Vindicación Feminista, des de la seva fundació l'any 1976 fins a la desaparició de la publicació, on tracta temes laborals encara és un exemple de rigor i combativitat en la lluita per obtenir una consideració digna per a les dones treballadores.
Durant vuit anys va treballar a la revista Dunia, a la dècada dels vuitanta. Des d'aquesta publicació va saber donar una altra visió dels temes tradicionalment femenins, afavorint una imatge més actual de les qüestions de gènere. També va ser cap de redacció de la revista Practica. En els últims anys va treballar per una agència i com a freelance per a diferents mitjans.
Es va integrar a l'Associació de Dones Periodistes de Catalunya (ADPC) i va col·laborar assíduament en la seva revista.
El sentit de l'humor, la solidaritat i l'energia que posava en tots els projectes feministes i professionals eren un dels seus trets més característics.
Malauradament els darrers anys de la seva vida va ser víctima d'una profunda depressió que la va portar fins a la mort. Era el dia 1 de desembre de 1994 i tenia 48 anys.